# John August Anderson
John August Anderson (7 de agosto de 1876 – 2 de diciembre de 1959) fue un astrónomo estadounidense, especializado en aplicar la interferometría a la determinación de estrellas binarias.

## Semblanza
Anderson nació en Rollag, una pequeña comunidad en el Condado de Clay (Minnesota) al sur de Hawley.
Anderson recibió su Ph.D. en la Johns Hopkins University en 1907, y permaneció allí después de su graduación. En 1908, se convirtió en profesor de astronomía de la universidad. En 1909, se le encomendó la responsabilidad de los dispositivos usados para la creación de redes de difracción.
En 1916 empezó a trabajar en el Observatorio Monte Wilson y permaneció allí hasta 1956. Su contribución más importante, fue la adaptación de la técnica de interferometría de Michelson para la medición de estrellas dobles cercanas. Usó una máscara rotatoria en el foco para medir la separación de Capella.
Desde 1928, hasta 1948 trabajó en Caltech, participando en el instrumental y diseño óptico del telescopio del Observatorio Palomar. Durante este periodo colaboró estrechamente con George E. Hale y la Fundación Rockefeller.
Murió en Altadena, California. Recibió la medalla Howard N. Potts del Franklin Institute en 1924.

## Eponimia
- El cráter lunar Anderson lleva este nombre en su memoria.[2]

## Biografía
- Biographical Memoir Archivado el 28 de noviembre de 2008 en Wayback Machine.